# Marlayne
Marlayne Sahupala (* 1. Juli 1971 in Baarn als Marleen van den Broek) ist eine niederländische Popsängerin und Moderatorin.

## Leben und Wirken
Erste Erfahrungen als Sängerin machte sie im Backgroundchor von Sänger René Froger. Als Siegerin des niederländischen Vorentscheids durfte sie beim Eurovision Song Contest 1999 in Jerusalem antreten. Mit dem Popsong One Good Reason schaffte sie den achten Platz. In den Jahren 2000, 2001 und 2003 gab sie beim Contest die Punkte aus den Niederlanden bekannt. Im Jahr 2001 erschien ihr einziges Album Meant to Be.
Ab 2003 wurde sie Moderatorin des Nachrichtenformats Hart von Nederland und kurz darauf von De Nieuwe Uri Geller, der niederländischen Version von The next Uri Geller.

## Diskografie
Alben
- 2001: Meant to Be

Singles
- 1999: Ik kan het niet alleen (Duett mit Gordon Heuckeroth)
- 1999: One Good Reason
- 2000: I Don’t O U Anything
- 2001: I Quit
- 2001: Water for Wine